# Meurtre au 14e étage
Pour plus de détails, voir Fiche technique et Distribution.
Meurtre au 14e étage (Murder on the 13th Floor) est un téléfilm américain réalisé par Hanelle M. Culpepper, et diffusé le 19 mai 2012 sur Lifetime et en France le 10 janvier 2013 sur TF1.

## Synopsis
Un riche architecte fait construire un immeuble haute technologie. Il habite au 14e étage de celui-ci avec sa femme et son fils. Sa femme découvre qu'il la trompe avec Nia, la nounou de son fils. Elle décide donc d'engager deux tueurs à gages pour l'éliminer, un soir où son fils doit partir chez un ami et elle à une soirée avec son mari. Les tueurs réussissent à bloquer toutes les issues de l'immeuble, mais cela sera-t-il suffisant ?

## Fiche technique
- Titre original : Murder on the 13th Floor
- Réalisation : Hanelle Culpepper (en)
- Scénario : Steven Palmer Peterson
- Photographie : Charles DeRosa
- Musique : Jeff Toyne (en)
- Durée : 100 minutes
- Pays : États-Unis

## Distribution
- Tessa Thompson (VF : Fily Keita) : Nia Palmer
- Jordan Ladd (VF : Ingrid Donnadieu) : Ariana Braxton
- Sean Patrick Thomas (VF : Loïc Houdré) : Jordan Braxton
- Brennan Elliott : Viktor
- Tanisha Lynn (en) : Becca
- Bruno Amato (arz) : Marco
- Terrell Ransom, Jr. (en) : Cody Braxton
- Butch Klein (VF : Rémi Caillebot) : Terrance
- Deborah Quayle : Beth
- Robb Reesman (VF : Vincent Violette) : Steven
- Eric Schneider (VF : Taric Mehani) : Dermot
- Diane Robin : Rhonda

 Source et légende : version française (VF) sur RS Doublage

## Accueil
Le téléfilm a été vu par 1,244 million de téléspectateurs lors de sa première diffusion.